# Josep Antoni Duran i Lleida
Josep Antoni Duran i Lleida (ur. 27 marca 1952 w Alcampell) – hiszpański i kataloński prawnik oraz polityk, długoletni przewodniczący Demokratycznej Unii Katalonii (UDC) i jeden z liderów Konwergencji i Unii (CiU), poseł do Kongresu Deputowanych, deputowany do Parlamentu Europejskiego II kadencji.

## Życiorys
Ukończył w 1974 studia prawnicze na katalońskim Universitat de Lleida. Był nauczycielem akademickim na tej uczelni, podjął także praktykę w zawodzie adwokata, specjalizując się w prawie pracy.
Od 1974 członek UDC, w 1977 stanął na czele jej organizacji młodzieżowej. Wchodził w skład zarządu swojego ugrupowania, w 1986 został wiceprzewodniczącym partii, a rok później powołany na jej przewodniczącego. Uzyskiwał reelekcję na to stanowisko, zajmując je nieprzerwanie do 2016. Od 1978 jego ugrupowanie funkcjonowało w koalicji z Demokratyczną Konwergencją Katalonii (CDC) jako Konwergencja i Unia. W 2001 sojusz ten został przekształcony w federację polityczną, którą kierował lider CDC. Josep Antoni Duran i Lleida objął w jej ramach funkcję sekretarza generalnego, którą pełnił do 2014.
W 1979 wybrany na radnego miejskiego w Lleidzie, był zastępcą alkada tej miejscowości. W latach 1982–1993 sprawował mandat posła do Kongresu Deputowanych II, III i IV kadencji. W latach 1986–1987 zasiadał w Europarlamencie II kadencji w ramach delegacji krajowej po akcesie Hiszpanii do Wspólnoty Europejskiej. Był wiceprzewodniczącym międzynarodówki chadeckiej (1982–1984 i 1987) oraz przewodniczącym katalońskiej delegacji do komisji wspólnej zajmującej się relacjami między Hiszpanią a Katalonią (1996–2001). Od 1999 do 2004 wchodził w skład regionalnego parlamentu. W latach 1999–2001 był ministrem w katalońskim rządzie, odpowiadając za kwestie instytucjonalne.
W 2004, 2008 i 2011 ponownie uzyskiwał mandat posła do Kongresu Deputowanych VIII, IX i X kadencji. Był rzecznikiem parlamentarnej grupy katalońskiej i przewodniczącym komisji spraw zagranicznych.
W 2015 Artur Mas z CDC ogłosił zakończenie współpracy z UDC, co skutkowało rozwiązaniem Konwergencji i Unii. Startująca samodzielnie Demokratyczna Unia Katalonii nie wprowadziła żadnych przedstawicieli do parlamentu regionalnego (we wrześniu 2015) ani federalnego (w grudniu 2015). W konsekwencji Josep Antoni Duran i Lleida w styczniu 2016 zrezygnował z funkcji przewodniczącego partii.
Odznaczony m.in. Orderem Zasługi Republiki Włoskiej II klasy i Krzyżem Komandorskim Orderu Zasługi Rzeczypospolitej Polskiej.